# Sozialdienstleister-Einsatzgesetz
Das Sozialdienstleister-Einsatzgesetz wurde im Rahmen des Sozialschutz-Pakets vom 27. März 2022 im Zusammenhang mit der COVID-19-Pandemie in Deutschland erlassen.
Leistungserbringer aus dem Bereich der Arbeitsförderung (SGB II und SGB III), der Eingliederungshilfe für behinderte Menschen (SGB IX), der Kinder- und Jugendhilfe (SGB VIII) sowie der Flüchtlingshilfe (AufenthG), die ihre Leistungen aufgrund der Einschränkungen im Zusammenhang mit der COVID-19-Pandemie nicht erbringen konnten (z. B. weil Werkstätten für behinderte Menschen geschlossen wurden oder Betreuungsangebote nicht erbracht werden konnten) wurden durch das Gesetz dazu verpflichtet, ihre bestehenden Ressourcen, wie Arbeitskräfte, Räumlichkeiten und Sachmittel zur Bekämpfung der COVID-19-Pandemie einsetzen. Soweit die Arbeitskräfte keine Ausbildung im Gesundheitssektor haben, sollten sie zur Sicherstellung der Versorgung in systemrelevanten Bereichen eingesetzt werden, wie die Versorgung der Bevölkerung mit Lebensmitteln (Erntehelfer, Logistik, Supermärkte, aber auch z. B. Tafeln und Einrichtungen der Wohnungslosenhilfe).
Im Gegenzug erhielten die Leistungserbringer Kompensationsleistungen, um die Einnahmenausfälle infolge des Wegfalls sozialer Angebote auszugleichen. Auf diese Weise sollte verhindert werden, dass Leistungserbringer aufgrund der COVID-19-Pandemie Insolvenz anmelden müssen oder Arbeitnehmer der Leistungserbringer mangels anderweitiger Beschäftigungsmöglichkeit in die Kurzarbeit fallen.
Für Streitigkeiten nach diesem Gesetz ist der Rechtsweg zu den Sozialgerichten gegeben.
Das Gesetz galt bis zum 30. Juni 2022. Die im Gesetz vorgesehene Verlängerungsmöglichkeit wurde von der Bundesregierung nicht in Anspruch genommen.